# Karl Makinen
Karl Edward Makinen Jr. (* 15. Dezember 1970 in Queens, New York City) ist ein US-amerikanischer Schauspieler.

## Leben
Karl Makinen wurde als einer von vier Söhnen im New Yorker Stadtteil Queens geboren. Als er zwei Jahre alt war, zogen sie nach Long Island. Bereits in der Schule, trat er in einigen Bühneninszenierungen auf und erhielt später ein Stipendium, das er nutzte, um die HB Studios zu besuchen. Nachdem er und ein Freund keine Fuß am Broadway fassen konnten, zogen sie nach Los Angeles, um dort ihre Chance als Schauspieler zu suchen.
Makinen trat zunächst vor allem in B-Movies auf, bevor er erste Gastrollen in Fernsehserien, wie Picket Fences – Tatort Gartenzaun oder Brooklyn South übernahm. Etwa seit der Jahrtausendwende, tritt er regelmäßig in Gastrollen auf, darunter Monk, Polizeibericht Los Angeles, Charmed – Zauberhafte Hexen, Navy CIS, Prison Break, Desperate Housewives, Criminal Minds, Hawaii Five-0, The Mentalist, How to Get Away with Murder und 9-1-1..
Von 2016 bis 2017 spielte er die Rolle des Richard in der Serie The Walking Dead. Von 2018 bis 2019 war er als General Braxton in der Serie Strange Angel zu sehen. 2020 übernahm er eine Nebenrolle in der Serie Perry Mason.
Zu seinen Filmauftritten zählen etwa Plötzlich Prinzessin, Die Jagd nach dem Baby, Thirteen Days und Ruf der Wildnis.

## Filmografie (Auswahl)
- 1990: The Girl I Want
- 1995: Ice Cream Man
- 1995: Picket Fences – Tatort Gartenzaun (Picket Fences, Fernsehserie, Episode 4x02)
- 1996: Lucky Punch
- 1997: Fletchers Visionen (Conspiracy Theory)
- 1997: Brooklyn South (Fernsehserie, Episode 1x04)
- 2000: Thirteen Days
- 2000–2001: V.I.P. – Die Bodyguards (V.I.P., Fernsehserie, 2 Episoden)
- 2001: Plötzlich Prinzessin (The Princess Diaries)
- 2002: Six Feet Under – Gestorben wird immer (Six Feet Under, Fernsehserie, Episode 2x12)
- 2003: Haus aus Sand und Nebel (House of Sand and Fog)
- 2004: Polizeibericht Los Angeles (Dragnet, Fernsehserie, Episode 2x07)
- 2006: Charmed – Zauberhafte Hexen (Charmed, Fernsehserie, Episode 8x12)
- 2006: Navy CIS (NCIS, Fernsehserie, Episode 3x14)
- 2006: The Unit – Eine Frage der Ehre (The Unit, Fernsehserie, 2 Episoden)
- 2006: Bones – Die Knochenjägerin (Bones, Fernsehserie, Episode 2x08)
- 2007: Shark (Fernsehserie, Episode 2x09)
- 2007–2008: Prison Break (Fernsehserie, 2 Episoden)
- 2009: The Closer (Fernsehserie, Episode 5x03)
- 2009: Monk (Fernsehserie, Episode 8x08)
- 2009–2010: Desperate Housewives (Fernsehserie, 3 Episoden)
- 2010: Cold Case – Kein Opfer ist je vergessen (Cold Case, Fernsehserie, Episode 7x20)
- 2010: Lie to Me (Fernsehserie, Episode 2x15)
- 2011: Criminal Minds (Fernsehserie, Episode 6x23)
- 2012: Navy CIS: L.A. (Fernsehserie, Episode 4x10)
- 2014: Hawaii Five-0 (Fernsehserie, Episode 4x12)
- 2014: The Mentalist (Fernsehserie, Episode 6x13)
- 2015: How to Get Away with Murder (Fernsehserie, Episode 1x12)
- 2016–2017: The Walking Dead (Fernsehserie, 5 Episoden)
- 2017: Twin Peaks (Fernsehserie, 3 Episoden)
- 2018–2019: Strange Angel (Fernsehserie, 13 Episoden)
- 2019: 9-1-1 (Fernsehserie, Episode 3x07)
- 2020: Ruf der Wildnis
- 2020: Perry Mason (Fernsehserie, 4 Episoden)